# Mikhail Meltyukhov
Mikhail Ivanovich Meltyukhov (em russo: Михаил Иванович Мельтюхов) (Moscou, 14 de março de 1966), é um historiador militar russo, que atualmente trabalha no Instituto Russo de Documentos e Pesquisa de Registros Históricos.
Em 1995, defendeu a dissertação "Historiografia Contemporânea sobre a Pré-história da Guerra Germano-Soviética", que conta o início da Segunda Guerra Mundial. Desde então, ele publicou vários estudos, muitos dos quais são notáveis pela crítica das concepções soviéticas da Segunda Guerra Mundial. Algumas de suas obras importantes são On the Verge of the Great Patriotic War: the Debate Goes on e Stalin's Missed Chancea.